# Shame (film 2011)
Shame è un film del 2011 diretto da Steve McQueen.
Il film è stato presentato in concorso alla 68ª Mostra internazionale d'arte cinematografica di Venezia, in occasione della quale il protagonista Michael Fassbender ha vinto la Coppa Volpi per la miglior interpretazione maschile.

## Trama
Brandon Sullivan è un uomo d'affari sulla trentina, di New York, che all'apparenza ha una vita perfetta: carriera, amici, una bella casa e un fascino magnetico che gli permette di avere molto successo con le donne. Ma in realtà, l'uomo nasconde una serie di comportamenti compulsivi e vive una vita di totale asservimento al sesso, che sfoga con incontri occasionali, prostitute e continue masturbazioni. 
Un giorno, andando al lavoro sulla metropolitana, Brandon ha un intenso contatto visivo con una donna che indossa un anello di fidanzamento. Inizialmente lei contraccambia, ma subito l'imbarazzo ha la meglio. Quando scendono dal treno, lei si dilegua nella folla.
Una sera, mentre è a festeggiare con i colleghi la conclusione di un affare, il suo capo e amico David, sposato e con due figli ma spesso incline al tradimento, gli presenta tre ragazze; al termine della serata, Brandon consuma un rapporto per strada con una di esse, ma, tornato a casa, trova la porta aperta e sente della musica provenire dall'interno. Inizialmente pensando si tratti di un ladro, scopre che invece si tratta di sua sorella minore Sissy, venuta a trovarlo dopo aver litigato con il suo ragazzo. Sebbene riluttante, Brandon è costretto a ospitarla.
La sera successiva, Brandon si reca insieme a David ad assistere allo spettacolo di Sissy, la cui interpretazione di New York, New York riesce a strappargli una lacrima sincera, evento straordinario per uno come lui abituato a lascivi rapporti senza affetto. In questa occasione, Sissy ha modo di incontrare David, con cui ha un rapporto sessuale quella sera stessa. Brandon ne rimane scosso, cogliendo nel rapporto fra i due un'attrazione solo fisica che lo disturba, essendosi reso conto che ogni sua relazione è sempre stata basata solo su quello e che, soprattutto, sua sorella è l'unica persona a cui tenga realmente.
Brandon comincia quindi a riflettere sul suo disturbo, soprattutto quando David trova nel suo disco rigido una quantità enorme di foto e video pornografici (la responsabilità dei quali viene attribuita allo stagista di Brandon), definendoli disgustosi, e quando la sorella lo scopre mentre si masturba per l'ennesima volta, oltre a trovare uno dei siti pornografici che Brandon frequenta. Questi episodi risvegliano nell'uomo un primo desiderio di cambiamento, che raggiunge l'apice quando la sua collega Marianne gli propone di uscire insieme: la serata procede bene e il giorno dopo Brandon le propone di fare l'amore portandola in un albergo di sua conoscenza. L'intimità tra i due sembra procedere per il meglio ma all'improvviso l'uomo si blocca, essendo troppo nervoso all'idea di avere un rapporto con una persona a cui tiene, e Marianne, sebbene scossa, se ne va con atteggiamento comprensivo. Brandon sfoga quindi la frustrazione finendo a letto con una prostituta.
Di ritorno a casa, Brandon ha un feroce battibecco con Sissy, accusandola di non riuscire ad assumersi le proprie responsabilità e di essere solo un peso per lui, invitandola a trovarsi un altro posto, nonostante lei manifesti chiaramente di avere bisogno del fratello maggiore, essendo fragile e insicura; in realtà, la violenta reazione dell'uomo è dovuta al desiderio d'allontanare la sorella allo scopo di proteggerla dalla propria crescente dipendenza. Desideroso di rimanere da solo, Brandon esce a fare una passeggiata, ma durante la notte il suo disturbo peggiora progressivamente: in un'estrema ricerca del piacere, prima prova a corteggiare una ragazza già impegnata, venendo picchiato dal fidanzato di lei; poi entra in un locale omosessuale seguendo un uomo che lo fissava da fuori, con il quale ha un rapporto; disperato, contatta una prostituta di sua conoscenza, con la quale finisce per avere un rapporto a tre, in una dipendenza ormai incontrollata che lo porta a ignorare le ripetute telefonate della sorella, nelle quali si capisce che i problemi dei due fratelli sono dovuti a un passato difficile.
La mattina dopo, di ritorno a casa, la metropolitana ha un guasto dovuto a un suicida e Brandon, temendo che la sorella possa aver fatto una pazzia, corre a casa, non riuscendo a contattarla telefonicamente; entrando, trova Sissy in una pozza di sangue e con una lama in mano, prova che la ragazza ha tentato il suicidio tagliandosi le vene. In ospedale, Brandon veglia su di lei, sentendosi colpevole del gesto estremo della sorella, che alla fine però riesce a riprendersi; l'uomo, preda del rimorso per non esserle stato vicino nel momento del bisogno e per quella sua dipendenza che ne è stata la causa, scoppia a piangere.
Qualche giorno dopo, Brandon si ritrova nuovamente su un treno della metropolitana e incrocia di nuovo la ragazza sconosciuta che aveva già visto in precedenza.
Il film termina con i due che si scambiano uno sguardo intenso, lei sorride ma Brandon ha un'espressione affranta e punta prima gli occhi sull'anello di lei, poi verso il suo viso.

## Produzione
Michael Fassbender torna a lavorare nuovamente con McQueen, che lo aveva diretto nel 2008 in Hunger. Del cast fanno parte anche Carey Mulligan e James Badge Dale, che interpretano rispettivamente la sorella e il capo del protagonista. Il film è prodotto dalla casa di produzione indipendente See-Saw Films con la collaborazione di Film4, che ha co-finanziato il film. La sceneggiatura è stata scritta dallo stesso McQueen con la collaborazione della drammaturga Abi Morgan.
Le riprese sono avvenute a New York tra gennaio e maggio 2011.

## Promozione
Il primo trailer internazionale del film è stato diffuso il 14 ottobre 2011.

## Distribuzione
Il film è stato presentato in anteprima e in concorso al Festival di Venezia 2011 e successivamente presentato alla 36ª edizione del Toronto International Film Festival. Il film è uscito nelle sale nel Regno Unito il 13 gennaio 2012. Negli Stati Uniti il film è stato distribuito dalla Fox Searchlight, mentre in Italia da BiM Distribuzione a partire dal 13 gennaio 2012.

## Divieti
In Italia il film, per le reiterate e a tratti lunghe ed esplicite scene di sesso, è stato vietato ai minori di 14 anni, mentre negli Stati Uniti è stato vietato ai minori di 17 anni (Rating NC-17).

## Riconoscimenti
- 2011 – British Independent Film Awards
  - Miglior attore a Michael Fassbender
- 2011 – Festival di Venezia
  - Coppa Volpi per la migliore interpretazione maschile a Michael Fassbender
  - Premio FIPRESCI
  - Premio CineAvvenire
  - Premio Arca CinemaGiovani